# Fiji International 1997
Die Fiji International 1997 im Badminton fanden Anfang Oktober 1997 statt.

## Finalergebnisse
| Disziplin    | Sieger                   | Finalist                     | Ergebnis         |
| ------------ | ------------------------ | ---------------------------- | ---------------- |
| Herreneinzel | David Icke               | Eric Yee                     | 15–6, 15–11      |
| Dameneinzel  | Lia Mapa                 | Lorraine Mar                 | 11–1, 8–11, 11–1 |
| Herrendoppel | Ryan Fong Burty Molia    | Dennis Fong Eric Yee         | 15–4, 15–13      |
| Damendoppel  | Lia Mapa Claire Moynihan | Felicitas Cheer Lorraine Mar | 15–9, 15–8       |
| Mixed        | Alan Adams Lia Mapa      | Burty Molia Lorraine Mar     | 18–13, 15–8      |